# Fortiá
Fortiá (oficialmente y en catalán Fortià) es un municipio español de la comarca del Alto Ampurdán, en la provincia de Gerona, comunidad autónoma de Cataluña.
Situado en la plana ampurdanesa, en la confluencia de los ríos Fluviá y la Muga. Su explotación más importante son las granjas porcinas, además de la agricultura. Debido a la proximidad con Figueras, muchos vecinos se trasladan a diario para trabajar.

## Demografía
Fortiá cuenta con una población de 801 habitantes (INE 2024).
| Gráfica de evolución demográfica de Fortiá entre 1842 y 2021                                                        |
| |
| Población de derecho según los censos de población del INE Población de hecho según los censos de población del INE |

## Historia
Fortiá fue una posesión del vecino monasterio de San Pedro de Roda, durante la Edad Media hasta el siglo XVIII, la Casa del Delme, donde los monjes de Rodes cobraban sus tributos, aún se conserva detrás de la iglesia parroquial.
Sufrió una gran inundación en el año 1421, que destruyó buena parte de la población.

## Símbolos
El escudo de Fortiá se define por el siguiente blasón: 
«Escudo losanjado partido: 1.º fajado de oro y de gules; 2.º de argén, 2 fajas de sable. Por timbre una corona mural de pueblo.»
Fue aprobado el 23 de enero de 1989. Fortiá pertenecía al condado de Ampurias. La primera partición muestra las armas de los condes (fajado de oro y de gules), mientras que en la segunda hay las armas de los señores del castillo local, los Fortià (dos fajas de sable sobre camper de argén).

## Lugares de interés
- Iglesia parroquial de San Julián y Santa Basilisa. Gótico tardío.
- Casa Gran, llamada de la reina Sibila. Gran Casa renacentista con planta y piso situada en el extremo norte del pueblo.
- La Casa del Delme.